# Израел на Песми Евровизије
Израел учествује на избору за Песму Евровизије од 1973. године. Иако географски не припада европском континенту, државна телевизија Израела (ИБА) је чланица Европске радиодифузне уније која је и организатор самог фестивала.
Од досадашњих 43 учешћа, Израел је на овом фестивалу побеђивао четири пута 1978, 1979, 1998 и 2018. године, а три пута су били у улози организатора фестивала 1979, 1999. и 2019. године.
Занимљиво је да Израел у својој 43 година дугој евровизијској историји никада није завршио на последњем месту, а најлошији пласман остварила је група Типакс 2007. када су са песмом „Push the Button“ заузели 24. место у полуфиналној вечери (од 28 учесника).
Национални избор се одвијао или путем фестивала (Кдам Еровизјон) или интерним избором и извођача и песме.

## Историја
Прва представница Израела на Песми Евровизије била је певачица Иланит (Хана Дрезнер Цах) која је са песмом „Еј шам“ (у преводу Негде далеко) заузела 4. место. Иланит је и четири године касније поново представљала своју земљу на овом фестивалу. Иланит је изабрана интерним путем да представља Израел, и овакав систем избора одржао се све до 1981. када је уведен фестивалски начин и основан Кдам Еровизјон.
У Паризу 1978. Изар Коен и група Алфабета са песмом А-ба-ни-ба освајају прво место и тако по први пут у историју доводе Евровизију у Јерусалим. На домаћем терену следеће године Израел поново слави. Песма Халелуја који су те 1979. године извели Гали Атари и група Milk and Honey постала је велики евровизијски хит. Други гран при за Израел и нова шанса за организацију такмичења. Међутим ИБА се дуго мучила у вези са организацијом 1980. како у логистичком тако и у финансијском смислу. Напослетку су морали да одустану од организације а такмичење је пресељено у Холандију. Евровизија се те године поклапала са Даном сећања у Израелу (Јом Хазикарон) због чега група Ха'ахим ве Хаакајут није отпутовала у Хаг, а Израел тако постао једина земља која није бранила титулу.
Највеће успехе током осамдесетих година остварили су Ави Толедано (1982) и легендарна Офра Хаза (1983) освојивши два друга места, а вреди поменути и пето место Изара Коена 1985. године. Израел је 1987. представљао двојац Натан Датнер и Ави Кушнир са сатиричном песмом Шир хабатланим или „Песма скитница“. Занимљивост у вези са овом песмом је да је тадашњи министар културе Израела обећао оставку ако та песма буде наступила под заставом Израела. Песма је наравно изведена и заузела чак солидно осмо место, а министар није одржао реч и поднео оставку.
Деведесете године донеле су Израелцима мешовите резултате. Ритина емотивна балада је 1990. наишла на веома лош пријем код публике, али је зато Дуо Дац годину дана касније освојио треће место са песмом Кан што је био најбољи резултат за Израел још од 1983. године.
А онда у Бирмингему 1998. Дана Интернационал убедљиво осваја прво место, трећи гран-при за Израел. Њена песма Дива посвећена је свим женама света и велича женску храброст и јачину кроз ликове египатске краљице Клеопатре, римске богиње победе Викторије и грчке богиње лепоте Афродите. Дива, која је на педесетој годишњици Евровизије 2005. уврштена у 14 најбољих песама свих времена овог фестивала, за кратко време постигла је велики успех и постала својеврстан синоним за Евровизију. Занимљиво је поменути и да је Дана прва и једина трансродна особа у историји Евровизије која се окитила гран пријем за најбољу песму Европе.
На Евросонгу 1999. у Јерусалиму група Еден је са песмом Јом хуледет или „Срећан рођендан“ која је изведена на хебрејском и енглеском језику заузела пето место. Након тога уследило је неколико, по резултатима веома неуспешних година за Израел, укључујући ту и 11. место у Истанбулу једне од највећих израелских музичких звезда Давида Ора.
Од 2000. године израелски представници су само два пута успели да се пласирају међу десет најбољих извођача. Остварили су то Шири Мајмон у Кијеву 2005. са прелепом и преемотивном баладом Хашекет шенишар са петим местом и Боаз Мауда у Београду 2008. освојивши девето место са етно баладом The Fire in Your Eyes.
Од увођења полуфинала 2004. израелски представници су три пута остајали у истом, укључујући ту и тек 15. место у другој полуфиналној вечери 2011. победнице из 1998. Дане Интернационал. Група Типакс са песмом препуном политички скривених порука насловљена као Push the Button 2007. је била на ивици дисквалификације. Свега 17 освојених поена у полуфиналу и тек 24. место (од 28 учесника) за ову песму остаће записани као најлошији пласман Израела на Евровизији икада.
На такмичењу у Москви 2009. по први пут Израел је представљала певачица арапске националности. Била је то Мира Авад која је заједно са Ахиноам Нини (алијас Ноа) извела песму мира под радним називом There Must Be Another Way. Песма је изведена на енглеском, хебрејском и арапском језику.
Балада Милим коју је у Диселдорфу 2011. извео Харел Скат, један од најпопуларнијих младих извођача у Израелу, иако велики фаворит на кладионицама уочи такмичења завршила је на разочаравајућем 14. месту са 71 поеном.

## Реакције арапских земаља на израелске песме
Већина арапских земаља северне Африке и југозападне Азије су такође чланице ЕБУ-а и имају право наступа на Евровизији. Међутим због компликованих политичких односа са Израелом, те државе одбијају да наступе. Једина арапска држава која је наступила на овом фестивалу био је Мароко који је наступио на Песми Евровизије 1980, али те године Израел није учествовао. Либан је требало да учествује 2005. у Кијеву и чак је била изабрана и песма, али пошто закони те арапске земље забрањују било какво емитовање израелских садржаја, представници државне телевизије Либана су тражили од ЕБУ-а дозволу да током наступа Шири Мајмон пуштају рекламе што је ЕБУ одбила. Слична ситуација је била и са Тунисом у неколико наврата.
Током преноса фестивала 1978. јорданска телевизија ЈРТВ је за време наступа Изара Коена убацила интермецо, а пренос је прекинут истог момента када је Израел проглашен за победника. Штавише ЈРТВ је касније објавила да је победник такмичења била Белгија (која је заузела друго место).

## Учесници
| Година | Извођач(и)                 | Песма               | Финале              | Поени               | Полуфинале          | Поени               |
| ------ | -------------------------- | ------------------- | ------------------- | ------------------- | ------------------- | ------------------- |
| 1973   | Иланит                     | ()                  | 4.                  | 97                  |                     |                     |
| 1974   | Каверет                    | ()                  | 7.                  | 11                  |                     |                     |
| 1975   | Шломо Арци                 | ()                  | 11.                 | 40                  |                     |                     |
| 1976   |                            | ()                  | 6.                  | 77                  |                     |                     |
| 1977   | Иланит                     | ()                  | 11.                 | 49                  |                     |                     |
| 1978   | Изар Коен & Алфабета       | ()                  | 1.                  | 157                 |                     |                     |
| 1979   | Гали Атари &               | ()                  | 1.                  | 125                 |                     |                     |
| 1980   | Одустали од наступа        | Одустали од наступа | Одустали од наступа | Одустали од наступа | Одустали од наступа | Одустали од наступа |
| 1981   | Hakol Over Habibi          | ()                  | 7.                  | 56                  |                     |                     |
| 1982   | Ави Толедано               | ()                  | 2.                  | 100                 |                     |                     |
| 1983   | Офра Хаза                  | ()                  | 2.                  | 136                 |                     |                     |
| 1984   | Одустали од наступа        | Одустали од наступа | Одустали од наступа | Одустали од наступа | Одустали од наступа | Одустали од наступа |
| 1985   | Изар Коен                  | ()                  | 5.                  | 93                  |                     |                     |
| 1986   | Моти Гилади & Сарај Цуриел | ()                  | 19.                 | 7                   |                     |                     |
| 1987   | Датнер & Кушнир            | ()                  | 8.                  | 73                  |                     |                     |
| 1988   | Јардена Арази              | ()                  | 7.                  | 85                  |                     |                     |
| 1989   | Гили & Галит               | ()                  | 12.                 | 50                  |                     |                     |
| 1990   | Рита Клајнштајн            | ()                  | 18.                 | 16                  |                     |                     |
| 1991   | Дуо Дац                    | ()                  | 3.                  | 139                 |                     |                     |
| 1992   | Дафна Декел                | ()                  | 6.                  | 85                  |                     |                     |
| 1993   | Сарале Шарон &             | ()                  | 24.                 | 4                   |                     |                     |
| 1994   | Нису учествовали           | Нису учествовали    | Нису учествовали    | Нису учествовали    | Нису учествовали    | Нису учествовали    |
| 1995   | Лиора Фадлон               | Amen ()             | 8.                  | 81                  |                     |                     |
| 1996   | Галит Бел                  |                     | Нису се пласирали   | Нису се пласирали   | 28.                 | 12                  |
| 1997   | Нису учествовали           | Нису учествовали    | Нису учествовали    | Нису учествовали    | Нису учествовали    | Нису учествовали    |
| 1998   | Дана Интернашонал          | ()                  | 1.                  | 172                 |                     |                     |
| 1999   | Еден                       | ()                  | 5.                  | 93                  |                     |                     |
| 2000   |                            | (שמח)               | 22.                 | 7                   |                     |                     |
| 2001   | Тал Сондак                 | ()                  | 16.                 | 25                  |                     |                     |
| 2002   | Сарит Хадад                | ()                  | 12.                 | 37                  |                     |                     |
| 2003   | Лиор Наркис                | ()                  | 19.                 | 17                  |                     |                     |
| 2004   | Давид Дор                  | ()                  | Нису се пласирали   | Нису се пласирали   | 11.                 | 57                  |
| 2005   | Шири Мајмон                | ()                  | 4.                  | 154                 | 7.                  | 158                 |
| 2006   | Еди Батлер                 |                     | 23.                 | 4                   | Топ 10 из 2005.     | Топ 10 из 2005.     |
| 2007   |                            |                     | Нису се пласирали   | Нису се пласирали   | 24.                 | 17                  |
| 2008   | Боаз Мауда                 |                     | 9.                  | 124                 | 5.                  | 104                 |
| 2009   | Ноа & Мира Авад            |                     | 16.                 | 53                  | 7.                  | 75                  |
| 2010   | Харел Скат                 | ()                  | 14.                 | 71                  | 8.                  | 71                  |
| 2011   | Дана Интернашонал          | ()                  | Нису се пласирали   | Нису се пласирали   | 15.                 | 38                  |
| 2012   |                            | (זמן)               | Нису се пласирали   | Нису се пласирали   | 13.                 | 33                  |
| 2013   | Моран Мазор                | (רק בשבילו)         | Нису се пласирали   | Нису се пласирали   | 14.                 | 40                  |
| 2014   | Меј Фајнголд               |                     | Нису се пласирали   | Нису се пласирали   | 14.                 | 19                  |
| 2015   | Надав Гуеђ                 |                     | 9.                  | 97                  | 3                   | 151                 |
| 2016   | Хови Стар                  |                     | 14.                 | 135                 | 7.                  | 147                 |
| 2017   | Имри Зив                   |                     | 23.                 | 39                  | 3                   | 207                 |
| 2018   | Нета                       |                     | 1.                  | 529                 | 1.                  | 283                 |
| 2019   | Коби Марими                |                     | 23.                 | 35                  | Земља домаћин       | Земља домаћин       |
| 2020   | Еден Ален                  |                     | Отказано            | Отказано            | Отказано            | Отказано            |
| 2021   | Еден Ален                  |                     | 17.                 | 93                  | 5.                  | 192                 |
| 2022   | Михаел Бен Давид           |                     | Нису се пласирали   | Нису се пласирали   | 13.                 | 61                  |
| 2023   | Ноа Кирел                  |                     | 3.                  | 362                 | 3.                  | 127                 |
| 2024   | Еден Голан                 |                     | 5.                  | 375                 | 1.                  | 194                 |
| 2025   | Јувал Рафаел               |                     | 2.                  | 357                 | 1.                  | 203                 |
| 2026   |                            |                     |                     |                     |                     |                     |

- Године 1996. нису учествовали на такмичењу јер нису успели да прођу претквалификације.

## Историја гласања (1975/11)
Израелска публика и жири је највише поена доделила (закључно са 2011):
| #  | Држава    | Бод. |
| -- | --------- | ---- |
| 1. | УК        | 138  |
| 2. | Француска | 115  |
| 3. | Холандија | 103  |
| =  | Шведска   | 103  |
| 4. | Данска    | 94   |
| 5. | Шпанија   | 93   |

Израел је највише поена добио од (закључно са 2011):
| #  | Држава     | Бод. |
| -- | ---------- | ---- |
| 1. | Француска  | 152  |
| 2. | Финска     | 125  |
| 3. | Швајцарска | 122  |
| 4. | Португал   | 113  |
| 5. | Немачка    | 106  |

Од увођења полуфинала у табелу су урачунати само поени освојени током финалне вечери.

### Статистика од 2004.
Израел је највише поена доделио (закључно са 2011):
| #   | Држава     | Бод. |
| --- | ---------- | ---- |
| 1.  | Русија     | 63   |
| 2.  | Румунија   | 61   |
| 3.  | Украјина   | 52   |
| 4.  | Јерменија  | 47   |
| 5.  | Шведска    | 31   |
| 6.  | Данска     | 30   |
| 7.  | Грчка      | 27   |
| 8.  | Норвешка   | 26   |
| 9.  | Азербејџан | 20   |
| 10. | Малта      | 21   |

Израел је највише поена добио од (закључно са 2011):
| #  | Држава     | Бод. |
| -- | ---------- | ---- |
| 1. | Француска  | 44   |
| 2. | Белорусија | 37   |
| 3. | Финска     | 33   |
| 4. | Андора     | 30   |
| 4. | Холандија  | 30   |
| 5. | Румунија   | 29   |
| 6. | Белгија    | 25   |
| 7. | Норвешка   | 22   |
| 8. | Јерменија  | 21   |
| 9. | Албанија   | 20   |
| 9. | Шведска    | 20   |

## Организовање Песме Евровизије
Израел је три пута до сада био домаћин Песме Евровизије.
| Година | Град      | Дворана                      | Водитељи                                    |
| ------ | --------- | ---------------------------- | ------------------------------------------- |
| 1979   | Јерусалим | Међународни конгресни центар | Јардена Арази и Данијел Пер                 |
| 1999   | Јерусалим | Међународни конгресни центар | Дафна Декел, Сигал Шачамон и Јигал Равид    |
| 2019   | Тел Авив  | Експо Тел Авив               | Ерез Тал, Бар Рефаели, Аси Азар и Луси Ајуб |